# Відплив (фільм, 1922)
«Відплив» (англ. Ebb Tide) — американська пригодницька драма режисера Джорджа Мелфорда 1922 року.

## Сюжет
Рут Аттвотер живе з батьком Річардом Аттвотером на невідомому острові в південних морях. Вона ніколи не бачила інших людей і її батько погрожує вбити кожного, хто приїжджає на острів.
Трьох чоловіків занесло на човні на острів. Річард запрошує їх на обід, щоб показати свою колекцію перлів, а потім убити їх, якщо вони негайно не покинуть острів. Однак Роберт Геррік, англієць, вирішує не відпливати, а сховатись. Капітан Девіс і Гайш планують пограбувати Річарда. Вони виходять на берег з прапором миру, але Річард підозрює про їхні наміри.
Роберт і Рут втікають до човна в гавані, але Річард переслідує їх. Човен загоряється і вбиває Річарда. Рут і Роберт стрибають у воду, де на них нападає восьминіг, але тубільці рятують їх.

## У ролях
- Ной Бірі — Річард Аттвотер
- Ліла Лі — Рут Аттвотер
- Джеймс Кірквуд — Роберт Херрік
- Реймонд Гаттон — Хайш
- Джордж Фосетт — Капітан Девіс
- Жаклін Логан — Тегура
- Джордж О'Браєн — тубілець